# Coccoloba dussii
Coccoloba dussii Krug & Urb. ex Duss – gatunek rośliny z rodziny rdestowatych (Polygonaceae Juss.). Występuje naturalnie na Karaibach. 

## Morfologia
PokrójWiecznie zielony krzew o pnących pędach. Dorasta do 15 m wysokości. Gałęzie są szorstkie.
LiścieIch blaszka liściowa jest skórzasta i ma eliptyczny kształt. Mierzy 12–17 cm długości oraz 8–10,5 cm szerokości, o nasadzie od niemal sercowatej do zaokrąglonej i ostrym wierzchołku. Ogonek liściowy jest owłosiony i osiąga 12–40 mm długości. Gatka jest podwójnie klapowana i dorasta do 10 mm długości.
KwiatyJednopłciowe, wydzielają zapach, zebrane w grona o długości 9–15 cm, rozwijają się na szczytach pędów. Listki okwiatu mają owalny kształt i białą barwę.
OwoceMają jajowaty kształt, osiągają 20–26 mm długości.

## Biologia i ekologia
Rośnie w lasach mezofilnych i higrofilnych. Występuje na wysokości do 600 m n.p.m.